# Bertil Carlsson
Ragnar Alfred Bertil Carlsson (ur. 25 sierpnia 1903 w Hägernäs, zm. 26 listopada 1953 w Sztokholmie) – szwedzki skoczek narciarski uczestniczący w zawodach w latach 20., brązowy medalista Mistrzostw Świata w Narciarstwie Klasycznym 1927 w Cortinie d’Ampezzo, uczestnik Zimowych Igrzysk Olimpijskich 1928.
W konkursie olimpijskim w 1928 roku zajął 10. miejsce.